# Kliment Bojadżiew
Kliment Bojadżiew (bułg. Климент Бояджиев; ur. 15 kwietnia 1861 w Ochrydzie, zm. 15 lipca 1933 w Sofii) – bułgarski wojskowy, generał porucznik, dowódca bułgarskiej 1 Armii, weteran wojen bałkańskich oraz I wojny światowej, minister wojny 1913-1914.

## Awanse
- podporucznik (Подпоручик) (1883)
- porucznik  (Поручик) (1886)
- kapitan  (Kапитан) (1888)
- major (Майор) (1894)
- podpułkownik  (Подполковник) (1899)
- pułkownik  (Полковник) (1903)
- generał major  (Генерал-майор) (1910)
- generał porucznik (Генерал-лейтенант) (1915)